# 幸来橋 (山形県)
幸来橋（こうらいはし）は、山形県南陽市と東置賜郡川西町に架かる橋。

## 概要
最上川に架かる橋で、国道113号が通る。南陽市の梨郷地区と川西町の西大塚地区を結んでいる。橋名は一般の公募で決定し、"幸せが来るように"という願いが込められている。

## 沿革
- 1887年（明治20年） - 初代の橋が架けられる。木橋で長さは約160m、幅6.36mであった。総工費3600円のうち県の助成金が2000円、地元負担金が1600円であった。通行料を設け、大人2銭、子供1銭であったが、村民や商人から引き下げ要望書が出され、開通2年目から半額となった[2]。
- 1934年（昭和9年） - 2代目の橋が完成。鉄筋コンクリートの橋に架け替えられる。
- 1971年（昭和46年）11月 - 3代目の橋が完成。

## 周辺
- 公立置賜総合病院